# 鳥取県道225号三代寺宮下線
鳥取県道225号三代寺宮下線（とっとりけんどう225ごう さんだいじみやのしたせん）は、鳥取県鳥取市を通る一般県道である。

## 概要
鳥取市国府町三代寺から鳥取市国府町宮下に至る。

### 路線データ
- 起点：鳥取県鳥取市国府町三代寺（三代寺入口交差点、鳥取県道194号津ノ井国府線交点）
- 終点：鳥取県鳥取市国府町宮下（宮ノ下小学校交差点、鳥取県道31号鳥取国府岩美線交点）

## 路線状況

### 道路施設

#### 橋梁
- 五反田橋（鳥取市）
- 中郷橋（袋川、鳥取市）

## 地理

### 通過する自治体
- 鳥取県
  - 鳥取市

### 交差する道路
| 交差する道路               | 交差する場所 | 交差する場所              |
| -------------------------- | ------------ | ------------------------- |
| 鳥取県道194号津ノ井国府線  | 国府町三代寺 | 三代寺入口交差点 / 起点   |
| 鳥取県道251号国府正蓮寺線  | 国府町中郷   | 国分寺交差点              |
| 鳥取県道31号鳥取国府岩美線 | 国府町宮下   | 宮ノ下小学校交差点 / 終点 |

### 沿線
- 因幡万葉の郷郵便局
- 鳥取市立宮ノ下小学校